# スィドラ
スィドラ 又は シドラ（アラビア語: سِدْرَة ٱلْمُنْتَهَىٰ、Sidra、Sidrah）は、クルアーンに登場する聖木。イスラームにおける楽園には、トゲのないものが生息するとされる。
登場節
- 第53章（「星」）[2] - 誰も越せない涯にある木として
- 第56章（「出来事」） - 楽園にあるトゲのない木として[3]。
- 第34章（「サバア」） - トゲのある木として[3]

ナツメの一種とされ、ギリシア神話における「ロートスの木」に対応するという説もある。
また、植物学的にはキリストノイバラ（学名： Ziziphus spina-christi、クロウメモドキ科）がスィドラに近いという見解もあるという。